# شارون ای. سوج
شرون آ ساویج یک خون‌شناس کودک اهل آمریکا است. ساویج مدیر بالینی قسمت اپیدمیولوژی و ژنتیک سرطان مؤسسه ملی سرطان می‌باشد.

## زندگی
ساویج مدرک لیسانس بیوشیمی را در موسسه پلی تکنیک ورچستر به انتها رساند. ساویج مدرک دکترای خود را از دانشکده پزشکی دانشگاه ورمونت کسب نمود، دوره رزیدنتی را در زمینه اطفال در مرکز ملی پزشکی کودکان در واشینگتن دی سی، و فلوشیپ هماتولوژی/انکولوژی کودک‌ها در شعبه انکولوژی کودکان موسسه ملی سرطان (ان سی ی) و دانشگاه جانز هاپکینز به انتها رساند. ساویج دارای گواهینامه هیئت مدیره هم در اطفال و هم در هماتولوژی انکولوژی کودکان می‌باشد.
در سال ۲۰۰۶، ساویج به نام یک محقق در مسیر مباشرت شغل، به شاخه ژنتیک بالینی در قسمت ان سی ی اپیدمیولوژی و ژنتیک سرطان (دی سی یی جی) اضافه شد. وی در سال ۲۰۱۲ به نام بازپرس ارشد منصوب شد. در سال ۲۰۱۳، ساویج به سمت رئیس شعبه ارتقا یافت و در سال ۲۰۱۸، وی مدیر بالینی دی سی یی جی شد. ساویج جزوی از گروه منتخب انجمن تحقیقات بالینی آمریکا می‌باشد. او مطالعات بالینی، ژنتیکی و اپیدمیولوژیک افراد و خانواده‌های در معرض خطر بالای سرطان را راهنمایی می‌کند. رویکرد او ژنومیک را با ژنتیک بالینی و زیست‌شناسی مولکولی ترکیب می‌کند تا درک علت سرطان و زندگی بیماران مبتلا به بی نظمی پیچیده مستعد سرطان را بهبود بخشد.